# Nakazava Szóta
Nakazava Szóta (Tokió, 1982. október 26. –) japán válogatott labdarúgó.

## Pályafutása

### Klubcsapatban
2001 és 2006 között a Kasiva Reysol labdarúgója volt. 2006-ban 2 mérkőzésen lépett pályára az FC Tokióban. 2007-től 2012-ig a Gamba Oszaka játékosa volt, mellyel 2008-ban megnyerte az AFC-bajnokok ligáját. 2013 és 2014 között a Kavaszaki Frontale játékosa volt. 2015 és 2016 között a Cerezo Oszakában játszott. 

### A válogatottban
A japán U20-as válogatott tagjaként részt vett a 2001-es ifjúsági labdarúgó-világbajnokságon.

## Sikerei, díjai
Gamba Oszaka
- AFC-bajnokok ligája győztes (1): 2008
- Császári kupa győztes (2): 2008, 2009
- J.League kupa (1): 2007
- Japán szuperkupagyőztes (1): 2007